# کرشیمیر چوسیچ
کرشیمیر چوسیچ (انگلیسی: Krešimir Ćosić؛ ۲۶ نوامبر ۱۹۴۸ – ۲۵ مهٔ ۱۹۹۵) بازیکن بسکتبال اهل یوگسلاوی بود. باشگاه‌هایی که در آن بازی کرده‌است می‌توان به سیبونا زاگرب اشاره کرد. وی در مسابقات کشوری و بین‌المللی در مجموع برندهٔ ۸ مدال طلا، ۷ مدال نقره، ۱ مدال برنز شده‌است.